# Idiacanthus atlanticus
Idiacanthus atlanticus är en fiskart som beskrevs av Brauer, 1906. Idiacanthus atlanticus ingår i släktet Idiacanthus och familjen Stomiidae. Inga underarter finns listade i Catalogue of Life.